# Bresso
Bresso é uma comuna italiana da região da Lombardia, província de Milão, com cerca de 26.814 habitantes. Estende-se por uma área de 3 km², tendo uma densidade populacional de 8938 hab/km². Faz fronteira com Cinisello Balsamo, Cusano Milanino, Sesto San Giovanni, Cormano, Milano.

## Demografia
| Variação demográfica do município entre 1861 e 2011                               |
|                                                                                   |
| Fonte: Istituto Nazionale di Statistica (ISTAT) - Elaboração gráfica da Wikipedia |